# Alpine A108

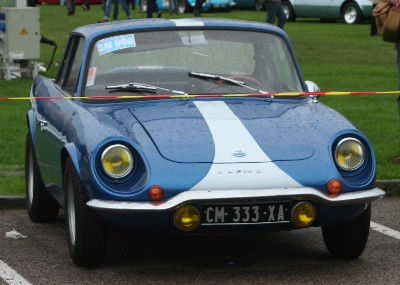
Alpine A108 2+2

El Alpine A108 es el descendiente directo del A106. Presentado en el Salón de París de 1957, que habría tenido que llamarse, en la serie Alpine, A109 a causa del reparto de los componentes mecánicos del Dauphine (tipo R1090 y siguientes) es una evolución del A106. Efectivamente, si la carrocería primitiva se conservó, en cambio el motor del 4 CV fue reemplazado por el del Dauphine Gordini.
En 1960, el cabriolet y el copé 2+2 (2 plazas+2) adoptaron un bastidor-viga. Este está formado de una viga (de donde su nombre) teniendo a cada extremidad una cuna que da soporte al motor (detrás) y los órganos de dirección (delante). Esta geometría estará utilizada hasta el último modelo A610.
Sobre el cupé 2+2 en parte ensamblado por Chappe y Gessalin, el empattement está alargado de 7 cm 7 cm, el carrocería de fibra de vidrio va atornillada al bastidor y no precintada como en los demás modelos.  La mecánica permaneció incambiada, ya sea el motor de 845 cm3 cm³ de 37ch reales, ya sea el motor de 904 cm3 cm³ de 53 ch reales.  Menos de un centenar fueron producidos hasta finales1965.
El A108 jugó un rol de entidad en la historia de Alpine porque es bajo esta forma que nació la berlinette. En el Tour de Francia automovilístico de 1960, Jean Rédélé alineó dos berlinettes A108 (el modelo de serie tomó paralelamente el nombre de berlinette «Tour de France» hasta  1969).
La berlinette se presentó como la versión cerrada del cabriolet, no obstante el frontal con faros englobados era nuevo. Producido a partir del otoño de 1960, suplantó al cabriolet y preparó el lugar para el nuevo modelo: el A110.